# Peter Andreas Munch

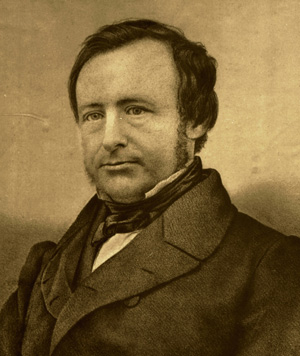
Peter Andreas Munch

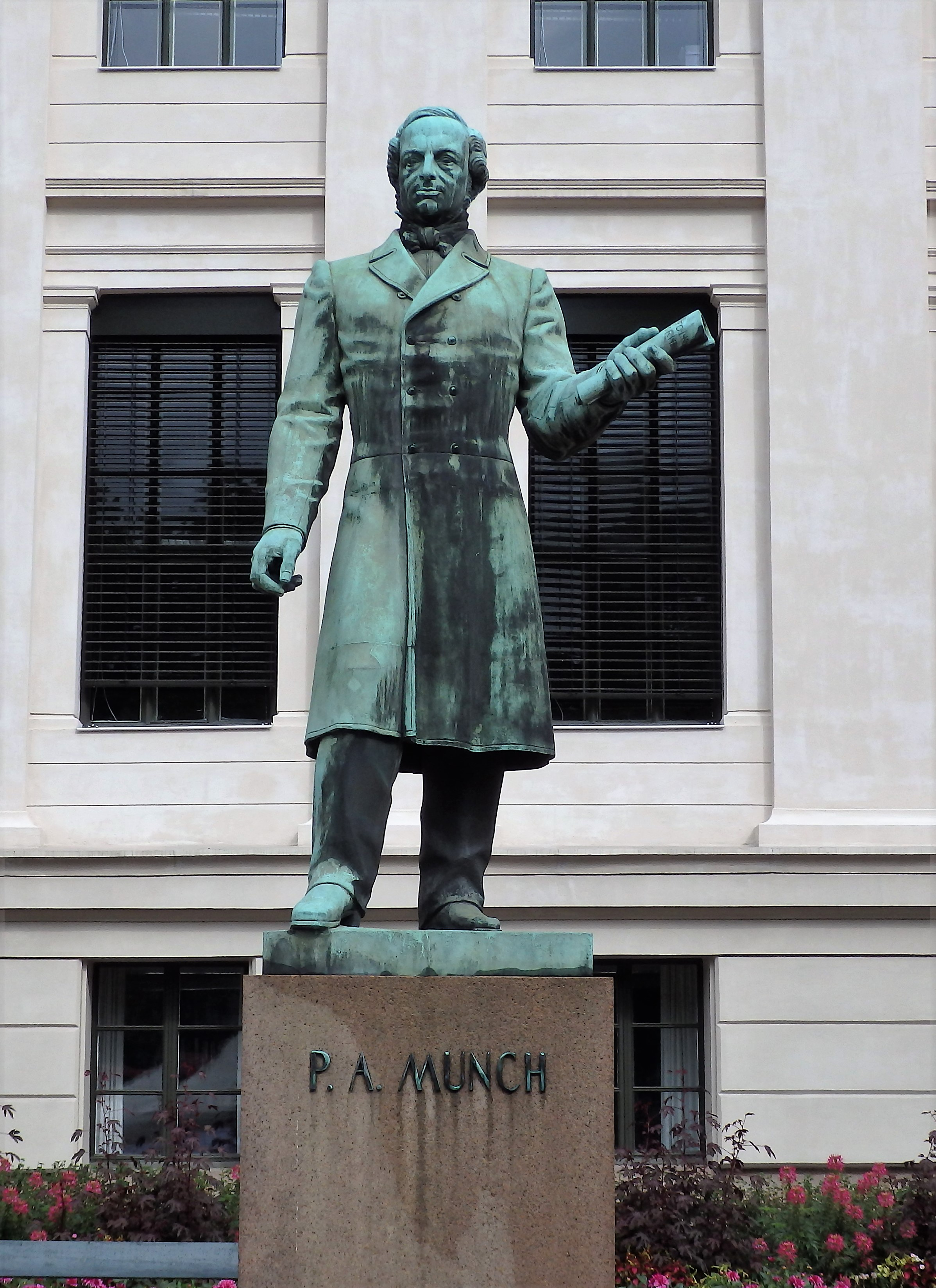
Bronzestatue von P.A. Munch, Universitätsplatz Oslo

Peter Andreas Munch (* 15. Dezember 1810 in Christiania; † 25. Mai 1863 in Rom) war ein norwegischer Historiker. Er war ein Onkel des Malers Edvard Munch.

## Leben
Munchs Eltern waren der Propst Edvard Storm Munch (1780–1847) und Johanne Sophie Hofgaard (1791–1860). Er wuchs in Gjerpen (Ortsteil von Skien) auf, wo der Vater 1813 Pfarrer geworden war. Den ersten Unterricht erhielt er mit anderen Kindern von seinem Vater. Neben seiner Schularbeit las er Bücher aus der Bibliothek seines Vaters. Darunter befand sich die Heimskringla in norrøner Sprache, eine isländische Grammatik und ein isländisches Wörterbuch. Mit diesen Büchern brachte er sich früh die norrøne Sprache bei. 1823 kam er in die zweite Klasse der Lateinschule in Skien. Dort hatte er den späteren Politiker Anton Martin Schweigaard als Klassenkameraden. 1828 begann er das Studium. 1834 schloss er sein juristisches Studium ab, das er im Hinblick auf seine historischen Interessen begonnen hatte.
Er verfügte über ein ungewöhnliches Gedächtnis, konnte mehrere Bücher des Livius und Gesänge von Homer auswendig, war musikalisch begabt und beherrschte mehrere Sprachen: Norrøn, Angelsächsisch, Englisch, Spanisch, Portugiesisch und Italienisch.
Das Storting (Parlament) hatte Gelder für die Herausgabe der alten norwegischen Gesetze bewilligt, und er übernahm zusammen mit Rudolf Keyser diese Aufgabe.
Am 20. April 1835 heiratete er Nathalie Charlotte Linaae (* 5. Februar 1812; † 18. Januar 1900), Tochter des Verwalters Hans Henrik Linaae (1783–1842) und seiner Frau Karen (“Kaja”) Fredrikke Baggesen.
Im gleichen Jahr reiste er mit Keyser für zwei Jahre nach Kopenhagen, um Gesetzesmanuskripte abzuschreiben. Danach reiste er zu dem gleichen Zweck nach Lund und Stockholm. Als Professor Steenbloch in Christiania starb, bewarb sich Munch als Lektor für Geschichte an der dortigen Universität und wurde 1837 berufen. 16. Oktober 1841 wurde er Professor an der Philosophischen Fakultät. Er wurde zum „Assessor“ des Professorenkollegiums gewählt und hatte dieses Amt 1842–1843 und 1849–1850 inne, was mit viel Verwaltungsarbeit und Kollegiensitzungen verbunden war. Zusammen mit Keyser war er auch im Fakultätskomitee, das die Anforderungen für das philologische Abschlussexamen nach der Universitätsreform von 1845 erarbeitete. Altnordisch wurde alternativ zu Hebräisch als Wahlfach eingeführt. Er war auch viele Jahre Prüfer im „examen artium“.
Sein unermüdlicher Arbeitseinsatz in der Sammlung und Drucklegung von Quellen, der ihn Monate lang bis in die Nacht beanspruchte, zehrte an seinen Kräften und brannte ihn aus. 1845–1854 unternahm er viele Auslandsreisen, unter anderem 1846 in die Normandie, 1849 nach Schottland, den Orkneys und den Hebriden, verbrachte drei Monate in Edinburgh und einige Wochen in London und schrieb dort wichtige Diplome und Handschriften ab. 1857 erhielt er vom Storting ein Stipendium von 480 Kronen monatlich für zwei Jahre für seine Archivstudien im Ausland. Er reiste nach Kopenhagen und Wien. 1858 kam er nach Rom. Das Storting verlängerte das Stipendium, und 1859–1861 arbeitete er im päpstlichen Archiv in Rom. Seine akribisch genauen Abschriften wurden paketweise an den Freundeskreis Det lærde Holland geschickt und kamen von dort über Ludvig Daae in das Reichsarchiv in Christiania und wurden in die späteren Bände des Diplomatariums aufgenommen. Um diese Arbeit zu betreuen, reiste er 1861 nach Hause und wurde zum Reichsarchivar ernannt. Er ließ aber seine Familie in Rom zurück. Zwei Jahre arbeitete er in Christiania unermüdlich an der Herausgabe der Quellen. Dazwischen kamen Nachforschungen in Stockholm. Er arbeitete nun an der „Unionsperiode“. Im Mai 1863 reiste er wieder nach Rom, um seine Familie nachzuholen. Dort erkrankte er an einer Erkältung, erholte sich aber zunächst. Dann traf ihn am Schreibtisch mit der Feder in der Hand ein Gehirnschlag.
Sein Grab befindet sich auf dem Protestantischen Friedhof in Rom in der Zona Seconda. 1856 wurde auf dem Grab eine Grabsäule enthüllt, wobei Henrik Ibsen eine Rede hielt. Eine Statue Munchs von Stinius Fredriksen wurde 1933 auf dem Universitätsplatz in Oslo aufgestellt. Das Gebäude der Universität Oslo, das das Historische Institut beherbergt, hat den Namen „P.A. Munchs hus“.

## Forschung und Lehre

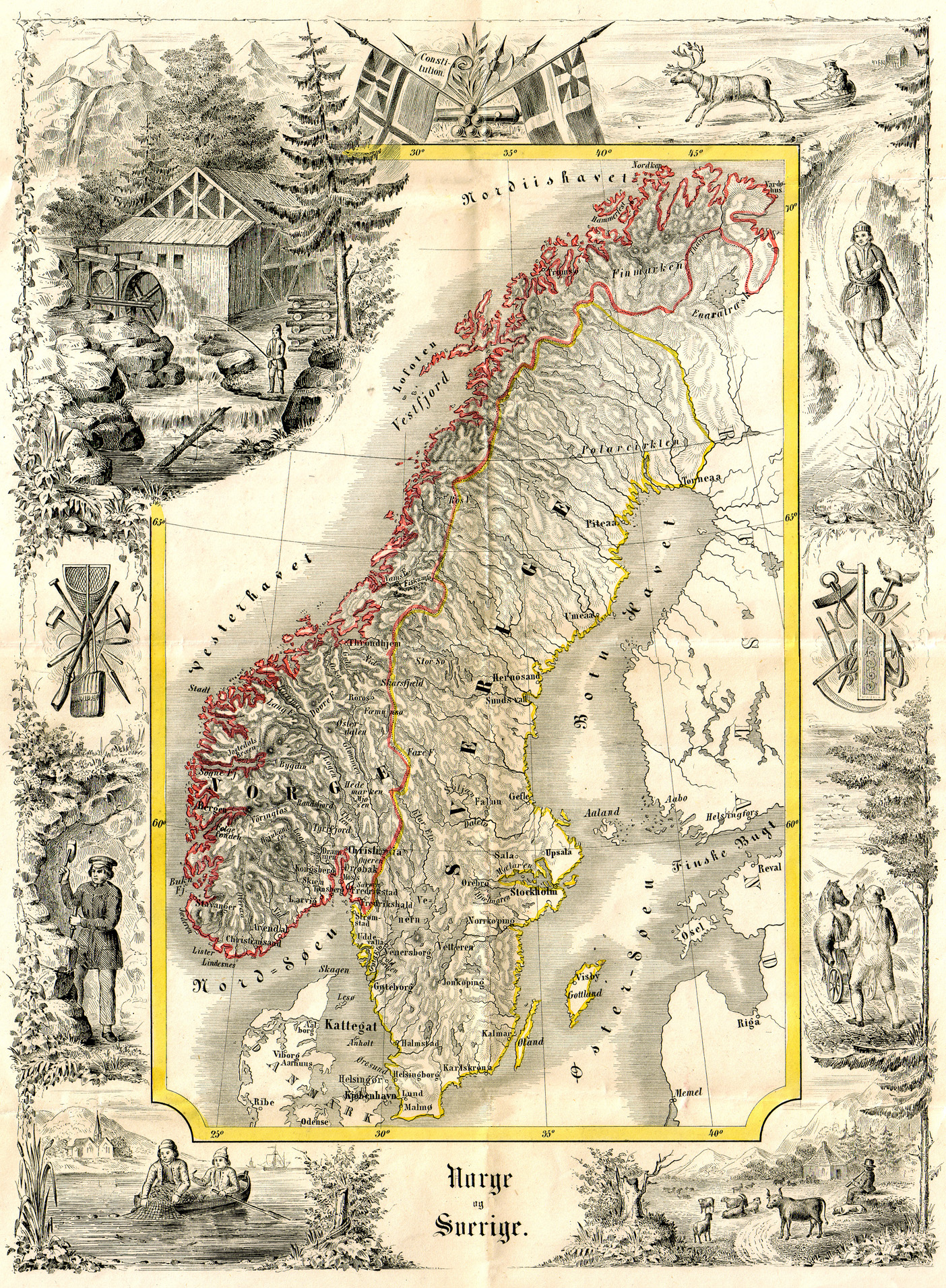
Munchs Karte über Norwegen und Schweden.

In den 30er Jahren kam es zu einem Umbruch in den Kulturwissenschaften. Die Anforderungen an Methode und Fachwissen stiegen. Aber immer noch waren die Forscher Generalisten. Munch forschte auf den Gebieten Geschichte, Sprachwissenschaft, Runologie, Mythenforschung und Geografie. Für die kartographischen Arbeiten reiste er in den Sommern 1842, 1843 und 1846 durch Norwegen nach Telemarken, Numedal, Hallingdal, Hardanger und Voss. Erst in der nächsten Generation, meist Schüler Munchs, bildeten sich Spezialisten für die einzelnen Gebiete heraus. Die Geschichtswissenschaft blieb aber für ihn das zentrale Forschungsgebiet, das die Ergebnisse der übrigen Disziplinen sammelte, auch Märchen und Volksweisen.
Als Professor an der Philosophischen Fakultät hielt er im Rahmen des obligatorischen Studium Generale Vorlesungen über allgemeine und europäische Geschichte. 1845 kam es zu einer Reihe von Reformen im Lehrbetrieb. Dabei änderten sich die Fächer im Studium Generale. Geschichte und Klassische Philologie wurden ausgeschieden. Das gab ihm Gelegenheit, sich in den Vorlesungsthemen mehr auf seine eigenen Interessen zu konzentrieren. Er hielt nun Vorlesungen über norwegische Geschichte, die auch von den Prinzen Gustaf und Oscar Frederik gehört wurden. Seine nachgelassenen Vorlesungspapiere zeichnen eine hohe Sorgfalt und Genauigkeit aus.

### Kritische Forschung
Seine Arbeit hing zusammen mit der umfassenden Erforschung und Entwicklung einer nationalen Kultur, die seine ganze Zeit prägte und von der auch viele andere, wie Ivar Åsen, Magnus Brostrup Landstad, Peter Christen Asbjørnsen und Jørgen Moe erfasst waren. Er war, wie seine ganze Zeit, sehr engagiert, das Leben der Nation zu entwickeln, und dies war auch das zentrale Anliegen seiner Forschung: Es galt eine reichere und sicherere Kenntnis über die Geschichte des eigenen Volkes zu gewinnen. Er war sich über die Bedeutung seiner Forschungen für das norwegische Volk bewusst. Er wollte die Werte der Vergangenheit der Gegenwart vorstellen, und deshalb legte er größten Wert auf Gewissheit. Somit wurden die Begriffe „Kritik“ und „kritische Forschung“ zu zentralen Forschungsmaximen. Diese kritische Orientierung ließ ihn zunächst nach der Haltbarkeit historischer Auffassungen auf der Grundlage der Quellen fragen. Dazu kam die Prüfung der Quellen auf ihre Glaubwürdigkeit und Brauchbarkeit. Diese Einstellung musste sich auch in der Darstellung der Ergebnisse widerspiegeln, indem die Kritik Bestandteil der Darstellung selbst wurde und dem Leser Gelegenheit gab, sich von der Haltbarkeit der Aussagen zu überzeugen. Das führte zu umfangreichen Quellenwiedergaben über mehrere Seiten innerhalb der Abhandlungen.
Seine Grundorientierung dabei war auf das „Volk“ oder den „Stamm“ als tragenden Begriffen gerichtet. Nach der herrschenden Ansicht seiner Zeit waren „Stamm“ und „Volk“ kollektive Einheiten, die durch einen inneren kulturellen Zusammenhang, in dem alle Elemente des Lebens integriert waren, konstituiert wurden. Seine zentrale Problemstellung war auf den Platz des norwegischen Volkes innerhalb des skandinavischen oder germanischen Zusammenhangs zu ermitteln. Diese Sichtweise und Fragestellung ist der zentrale Punkt in der so genannten „norske historiske skole“ (Die norwegische historische Schule).
Sein Ziel, die norwegische Kultur als eigenständig zu zeigen, drückte sich auch aus in seinem Angriff auf die Danske Oldskriftselskap (Dänische Gesellschaft für alte Schriften) wegen deren Tendenz, die isländische Literatur zum altnordischen Gemeinschaftseigentum zu erklären und betonte demgegenüber die besondere Verbindung dieser alten Texte mit Norwegen.

### Die Einwanderungstheorie
Die sprachhistorische Auffassung über die Verhältnisse innerhalb der Germanen führte zu der „Einwanderungstheorie“, die Keyser entwickelt hatte, die er aber weiterführte und neu begründete. Danach war Norwegen von Norden her besiedelt worden. Grundlage war der Gedanke einer Trennlinie zwischen Nord- und Südgermanen, also zwischen Skandinaviern und Deutschen, die in der Zeit vor Christi Geburt auf verschiedenen Wegen und zu unterschiedlichen Zeiten aus ihrem Heimatgebiet zwischen Ural und Wolga eingewandert seien. Die späteren Südgermanen seien nach Westen an die Südküste der Ostsee gezogen, die späteren Nordgermanen hätten den Weg nach Norden teils über den Bottnischen Meerbusen nach Schweden, teils über Finnmarken nach Nordnorwegen genommen. Er behauptete, dass es sich ursprünglich um drei Volksgruppen gehandelt habe und dass die Goten weiter südlich in Skandinavien einschließlich Norwegen gesiedelt hätten. Diese Einwanderungen seien später erfolgt und in Gebieten ohne vorangegangene Besiedlung.
Diese Theorie war geeignet, sowohl die sprachlichen als auch die gesellschaftlichen Unterschiede zwischen den germanischstämmigen Völkern zu erklären, die er festgestellt zu haben meinte. Die Einwanderung von Norden erklärte, wieso man in Nordnorwegen die „reinsten“ norwegischen Sprachformen feststellte. Dass die Gebiete vorher unbesiedelt waren, sollte die ursprünglich „demokratischen“ Gesellschaftsformen im späteren Norwegen und Schweden, also die relative Gleichheit zwischen den Einwohnern, erklären. Die nordische Sprache und die Gesellschaftsverhältnisse in Dänemark und Südskandinavien konnten damit erklärt werden, dass die Norweger von Norden dorthin eingedrungen seien und die gotische Bevölkerung unterworfen hätten, weshalb dort die Sprache nicht so rein erhalten geblieben sei und die demokratischen Elemente schwächer seien.
Munch befasste sich intensiv mit der Besiedlungsgeschichte und führte als Beleg für die Einwanderung von Norden die sehr frühen Quellen über das Håløy-Reich in der Region des heutigen Hålogalands an. Aber er unterschied sich von Keyser, indem er ein besonderes Gewicht auf die Clan-Aristokratien legte und ihren Gegensatz zum Königtum. Ihre allmähliche Schwächung dieser Aristokratie sollte der Beginn des Niedergangs Norwegens im Spätmittelalter gewesen sein.

### Sprachreform
Seine Forschungen waren an ein sprachwissenschaftliches und sprachpolitisches Ziel geknüpft. Er wollte eine neue norwegische Schriftsprache anstelle der bisherigen dänischen. Er war gegen eine mechanische „Vernorwegisierung“ durch schlichte Einführung norwegischer Wörter oder Orthographie in die herrschende Schriftsprache, wie sie von Wergeland favorisiert wurde. Er meinte vielmehr, man müsse die Sprache aus der Kenntnis des inneren Zusammenhangs der Sprache und der norwegischen Dialekte und deren Zusammenhänge mit der norrønen Schriftsprache umgestalten und bevorzugte eine etymologisch begründete Rechtschreibung. Er war daher von den Arbeiten Ivar Aasens für eine norwegische Volkssprache sehr angetan. In seinen Bestrebungen finden sich Elemente des damals im Vordringen befindlichen Evolutionismus. Die Sprache einer jeden Epoche müsse der vorgegebenen Entwicklungsstufe angepasst sein. Daher war er gegen eine rekonstruierte Schriftsprache.

## Werk
Er schrieb mehrere Sprachlehrbücher, unter anderem in Altnordisch (Norrøn) und gotisch. Seine Produktion umfasst tausende gedruckter Seiten über viele Gebiete, die aber auf sein Hauptwerk fokussiert waren, Det Norske Folks Historie (Geschichte des norwegischen Volkes), das er 1851–1863 in acht Bänden bis zum Jahr 1397 führen konnte. Das erste Heft erschien 1851. Gleichzeitig sammelte und ordnete er Quellenmaterial in Abschriften und gab sie und Sagas, Gesetzestexte und Diplome gedruckt heraus. Es erschien Norges Gamle Love (Norwegens alte Gesetze) in drei Bänden, der erste Band vom Diplamatarium Norvegicum und eine lange Reihe von Sagas und anderer alter Handschriften. Sein wichtigster Einsatz war die Abschrift alter Dokumente aus dem päpstlichen Archiv in Rom. Er diente der Weiterführung seines Geschichtswerkes über das Jahr 1319 hinaus, ab dem es auch schriftliche Quellen gab.
Insgesamt gab er 14 Quellentexte heraus, unter anderen die Ältere Edda, Speculum regale (Königsspiegel), das Grundbuch des Klosters Munkeliv, Historia Norvegiae und Chronica Regum Manniae et Insularum.
Seine in dänischer Sprache erschienene kleine Studie Aufschlüsse über das päpstliche Archiv wurde im Jahre 1880 von Samuel Löwenfeld ins Deutsche übersetzt.

## Ehrungen
Munch gehörte der Kongelige Norske Videnskabers Selskab und der
Norwegischen Akademie der Wissenschaften sowie mehreren ausländischen Akademien an. Er erhielt 1857 den Sankt-Olav-Orden und 1862 den Nordstern-Orden.